# Buxy
Buxy est une commune française située dans le département de Saône-et-Loire, en région Bourgogne-Franche-Comté.

## Géographie
Situé à une vingtaine de kilomètres de Chalon-sur-Saône, Buxy est un village viticole de la côte chalonnaise.

### Accès et transports
Le village est situé à proximité de grands axes de circulation, à 15 kilomètres de l'autoroute A6 (Chalon-sur-Saône), 18 kilomètres de la ligne de Paris-Lyon à Marseille-Saint-Charles, 6 kilomètres de la route nationale 80 (RCEA) Chalon-Moulins, et à une vingtaine de kilomètres de la LGV Sud-Est (TGV) (gare du Creusot TGV).

#### Bus
La ligne LR701 du réseau régional de cars « Mobigo » reliant Chalon à Mâcon via Cluny, dessert plusieurs arrêts à Buxy (gare, collège et centre).

### Géologie et relief
Le Trias inférieur gréseux affleure le village, et est en contact avec des calcaires du Kimméridgien supérieur. D'une altitude de 196 mètres à 428 mètres, l'escarpement est prononcé par endroits.

### Hydrographie
Les principaux cours d'eau sont la Corne, la rivière des Curles et le Loup Poutet.

### Climat
Pour des articles plus généraux, voir Climat de la Bourgogne-Franche-Comté et Climat de Saône-et-Loire.
En 2010, le climat de la commune est de type climat océanique dégradé des plaines du Centre et du Nord, selon une étude du Centre national de la recherche scientifique s'appuyant sur une série de données couvrant la période 1971-2000. En 2020, Météo-France publie une typologie des climats de la France métropolitaine dans laquelle la commune est dans une zone de transition entre le climat océanique altéré et le climat océanique altéré et est dans la région climatique Bourgogne, vallée de la Saône, caractérisée par un bon ensoleillement (1 900 h/an), un été chaud (18,5 °C), un air sec au printemps et en été et des vents faibles.
Pour la période 1971-2000, la température annuelle moyenne est de 11,1 °C, avec une amplitude thermique annuelle de 17,8 °C. Le cumul annuel moyen de précipitations est de 827 mm, avec 10,9 jours de précipitations en janvier et 7,2 jours en juillet. Pour la période 1991-2020, la température moyenne annuelle observée sur la station météorologique de Météo-France la plus proche, « Chalon-Champforgueil », sur la commune de Champforgeuil à 16 km à vol d'oiseau, est de 11,4 °C et le cumul annuel moyen de précipitations est de 736,5 mm. 
La température maximale relevée sur cette station est de 39,7 °C, atteinte le 12 août 2003 ; la température minimale est de −17,6 °C, atteinte le 20 décembre 2009,,.
Les paramètres climatiques de la commune ont été estimés pour le milieu du siècle (2041-2070) selon différents scénarios d'émission de gaz à effet de serre à partir des nouvelles projections climatiques de référence DRIAS-2020. Ils sont consultables sur un site dédié publié par Météo-France en novembre 2022.

## Urbanisme

### Typologie
Au 1er janvier 2024, Buxy est catégorisée bourg rural, selon la nouvelle grille communale de densité à sept niveaux définie par l'Insee en 2022.
Elle appartient à l'unité urbaine de Buxy, une unité urbaine monocommunale constituant une ville isolée,. Par ailleurs la commune fait partie de l'aire d'attraction de Chalon-sur-Saône, dont elle est une commune de la couronne,. Cette aire, qui regroupe 109 communes, est catégorisée dans les aires de 50 000 à moins de 200 000 habitants,.

### Occupation des sols
L'occupation des sols de la commune, telle qu'elle ressort de la base de données européenne d’occupation biophysique des sols Corine Land Cover (CLC), est marquée par l'importance des territoires agricoles (78,6 % en 2018), en diminution par rapport à 1990 (84,6 %). La répartition détaillée en 2018 est la suivante : zones agricoles hétérogènes (33,8 %), prairies (22,8 %), cultures permanentes (13,5 %), zones urbanisées (12,9 %), terres arables (8,5 %), forêts (6,7 %), mines, décharges et chantiers (1,8 %). L'évolution de l’occupation des sols de la commune et de ses infrastructures peut être observée sur les différentes représentations cartographiques du territoire : la carte de Cassini (XVIIIe siècle), la carte d'état-major (1820-1866) et les cartes ou photos aériennes de l'IGN pour la période actuelle (1950 à aujourd'hui).

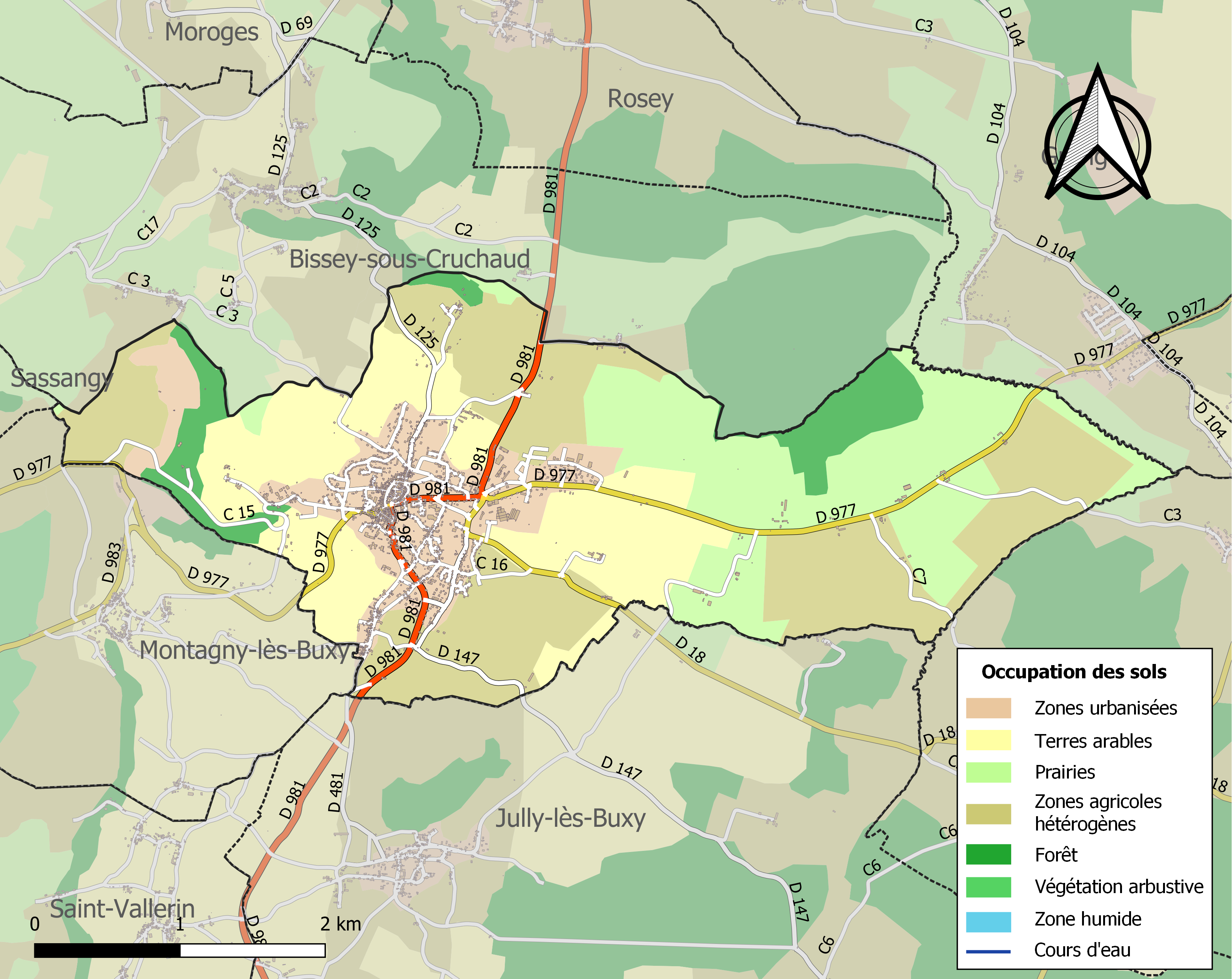
Carte des infrastructures et de l'occupation des sols de la commune en 2018 (CLC).

## Toponymie
C'est au Xe siècle que le nom de Buxy (Buxum, Buxiacum puis Bussiacum auparavant) apparaît officiellement, peut-être à cause des buis qui l'entourent.
Malgré son étymologie, on prononce /byksi/. Selon Jean-François Bazin dans L’Almanach bourguignon (émission de la radio RCF en Bourgogne), Buxy est le seul nom d’une commune située sur le territoire de l’ancienne province bourguignonne comportant un X en milieu de nom où ce X se prononce /ks/ (le X dans Aloxe-Corton, Auxant, Auxerre, Auxey-Duresses, Auxonne, Auxy, Bissy-sous-Uxelles, Fixin, Franxault, Maxilly-sur-Saône, Semur-en-Auxois, Uxeau, etc. se prononçant /s/). Ce même Jean-François Bazin écrit dans Le Vin de Bourgogne : « le Bourguignon a en horreur les x gutturaux. Il adoucit tout : Fixin se prononce Fissin, Auxey Aussey, Auxerrois Ausserrois, etc. En revanche, on bute sur le x de Buxy : Buk-sy ».

## Histoire

### Préhistoire et Antiquité
Le site fut vraisemblablement connu de l'Homme de Néandertal (grottes de Culles les Roches),, et leurs successeurs de l'époque de Hallstatt (traces). L'occupation romaine y est présente (site de Granges). La christianisation a commencé très tôt, vers le Ve siècle.

### Moyen Âge

#### Les comtes de Chalon
Durant le Moyen Âge, Buxy passe sous la dépendance des comtes de Chalon (sur Saône). Au Xe siècle, Buxy est un vicus. Buxy est alors le siège d'une prévôté dépendant des comtes. Les conflits entre le roi de France et les comtes amènent le village à se fortifier à partir du XIIe siècle. L'église romane est construite à cette époque (église Saint-Germain-l'Auxerrois). Les templiers s'installent dans la région vers 1185 (demeure templière de Jully). Dans le procès de 1310, Martin, de Buxy, un templier de cette maison, fut entendu comme témoin. En 1204, Béatrice de Chalon (1174 - † 7 avril 1227), dite Béatrice de Thiers, comtesse de Chalon, octroie une charte précisant les droits et devoirs des habitants de Buxy. Les Buxynois sauront faire valoir leurs droits, même devant plus puissants qu'eux. C'est la véritable naissance de la  municipalité buxynoise. En 1237, le Chalonnais passe entre les mains du duc de Bourgogne Hugues IV, par échange avec la principauté de Salins.

#### Les juifs à Buxy
Jusqu'au XIVe siècle, une importante communauté juive réside à Buxy, cour Marmagne. Ils sont chassés du royaume en 1306, par Philippe le Bel.

#### Les ducs de Bourgogne
Le bourg a toujours eu l'attention des ducs. En 1318, le duc Eudes IV octroie un droit de passage au milieu du village, pour les voyageurs allant de Beaune à Cluny.
Buxy souffre de la guerre de Cent Ans, et les Buxynois prennent part aux combats. Vers 1360, ils vont lutter contre la bande des écorcheurs, hommes de guerre à gages que le traité de Brétigny jette sur les routes, et qui rançonnent le pays. Malgré ses murailles, Buxy est difficilement défendable, faute d'hommes pour le faire, ceux-ci étant employés à lutter contre les troupes royales, commandées par Rodrigue de Villandrando.
La fin de la guerre de Cent Ans laisse le bourg exsangue, d'autant plus que les écorcheurs font un retour bref mais sanglant. Les derniers ducs de Bourgogne rendent un peu de calme et de prospérité à la région, mais c'est sans compter sur le désir du roi de France Louis XI, en lutte contre Charles le Téméraire.
Buxy est donc le lieu d'une bataille entre l'armée bourguignonne, basée à Chalon-sur-Saône, composée de nobles et de mercenaires en majorité allemands, et les troupes royales recrutées dans le Dauphiné, la vallée du Rhône et venant de Saint Gengoux-le-Royal.
Le 14 mars 1471, à la bataille de Buxy, des milliers d'hommes de guerre s'affrontent. Après une issue incertaine, les troupes royales semblent l'emporter.

### Période moderne

#### La période des rois de France
Après la mort de Charles le Téméraire en 1477, le duché tombe entre les mains des rois de France (Louis XI). Leur première décision est de faire disparaître ce qui rappelle la gestion des ducs. Les murailles de Buxy sont laissées à l'abandon, et les habitants construisent sur les remparts.
Le roi se réserve d'accorder, à titre de récompense, les revenus des droits seigneuriaux de la prévôté de Buxy. Ces seigneurs deviennent des seigneurs engagistes, mais jamais seigneurs de Buxy.
Dans la lignée des personnages importants ayant reçu Buxy, citons entre autres Marie de Savoye, fille de Yolande de France et d'Amédée IX, marquise de Rothelin par son mariage avec Philippe de Bade-Hochberg-Neuchâtel, puis ses descendants de la famille de Hochebourg. En succession (cf. Jeanne), Buxy passe dans la famille de Longueville, à la Princesse de Condé, Françoise d'Orléans, suivie par Charles de Bourbon. La veuve de Charles de Bourbon cède la terre de Buxy à Jacques du Blé, marquis d'Uxelles pendant environ un siècle. Les biens de Nicolas du Blé sont attribués au marquis de Beringhem, gouverneur de Chalon. Celui-ci vend Buxy à François Henrion de Pressey, gouverneur des pages de la chambre du roi, et trésorier de France en Bourgogne. Son fils aîné Camille est le dernier seigneur de Buxy qu'il quitte, criblé de dettes.
Dans les réformes engagées par le roi de France, la nomination des curés par les évêques, en dehors, bien souvent, de la paroisse de Buxy, crée, en particulier, des dissensions favorables à l'introduction du protestantisme. La localité est d'ailleurs relativement protégée lors des guerres de religion (refuge d'une partie des protestants du Chalonnais). Seule l'incursion de troupes protestantes, sous la conduite de l'amiral de Coligny, ayant avec lui le jeune prince de Béarn (futur Henri IV) et de Condé, amène l'incendie d'une partie de l'église et la destruction des archives (1570 ou 1575).

#### Les protestants à Buxy
La réforme calviniste a très tôt un grand nombre d'adhérents à Buxy, pour la plupart issus de classes aisées ou dirigeantes. Ils représentent jusqu'au tiers de la population.
Plusieurs synodes provinciaux se tiennent à Buxy entre 1604 et 1671. Un temple est érigé dans une maison léguée par Humbert Perrault, protestant notoire. La séparation catholiques et protestants ne semble pourtant alors pas très marquée : le notaire Abraham Cornu, protestant, gère les biens des moines de Cluny et de la Ferté.
Après la révocation de l'édit de Nantes, les protestants sont victimes de persécutions. Certains émigrent en Suisse, comme la famille Delagrange dont seront issus plusieurs architectes, d'autres se rallient, peut-être sous la contrainte, au catholicisme : en 1730, dit l'abbé Courtépée, on ne connaît plus de calvinistes à Buxy.

### Période contemporaine

#### La Révolution et l'époque napoléonienne
Buxy ne reste pas à l'écart de la Révolution française : une milice bourgeoise est créée le 24 juillet 1789. Elle devient la Garde nationale et est armée jusqu'en 1792, l'entraînement se faisant sur le Champ de Mars, l'actuelle place de Baranges.
La fête de la fédération du 14 juillet 1790 est célébrée par une messe solennelle, suivie du serment patriotique.
À la création du département de Saône-et-Loire, Buxy devient chef-lieu de canton.
Après la destruction de ce qui rappelle la féodalité (terriers, titres...), vient la période des perquisitions, ventes des biens du clergé et émigrés, avec arrestations et réquisitions. Mais la population ne s'engage pas réellement à la suite des révolutionnaires, peu nombreux.
Buxy participe à l'effort de guerre, ce qui permet à un enfant du pays, Charles-Claude Meuziau, de devenir général et baron d'Empire, puis plus tard baron héréditaire.
Après Thermidor, l'église est rendue au culte.
Au cours de la période révolutionnaire de la Convention nationale (1792-1795), la commune porte provisoirement les noms de Buxy-le-National et de Grand-Buxy.
À la fin de l'Empire, la France est envahie et Buxy se mobilise pour résister à l'invasion. Le village sera occupé par les Autrichiens en 1814 et 1815 après Waterloo. Buxy devient provisoirement Buxy-le-Royal de 1816 à 1822.

#### LeXIXesiècle
Au cours de ce siècle s'organisent les principaux services publics :
- 1826 : organisation d'un service incendie et en 1848 de la Compagnie des sapeurs-pompiers.
- 1831 : organisation de la garde nationale.
- 1832 : après l'épidémie de choléra, création d'un service de salubrité et organisation de l'enlèvement régulier des immondices et des fumiers.
- 1844 : installation d'une brigade de gendarmerie à Buxy[25].
- 1861 : fondation des sociétés de secours mutuels et de la société de secours mutuels des vignerons.
- 1866 : début de l'éclairage public, qui devient électrique en 1913.
- 1880 : fondation de l'hôpital.
- 1888 : arrivée du chemin de fer.

Au sommet de la Chaume, à 429 mètres d'altitude, Buxy dispose durant toute la première moitié du XIXe siècle d'une « station » (ou « poste télégraphique aérien ») du télégraphe Chappe implantée le long de l'« embranchement » reliant Chalon-sur-Saône à la ligne Paris-Toulon, installation qui cesse de fonctionner en 1853, remplacée par la télégraphie électrique. Le sommet de la colline est par la suite exploité en carrière, au plus tard à partir de 1973.
La fin de ce siècle voit le phylloxéra toucher durement le vignoble.

#### LeXXesiècle
Il se caractérise par les deux guerres : celle de 1914-1918, qui fait de nombreuses victimes parmi les poilus du bourg ; et celle de 1939-1945, qui se caractérise par l'entrée des troupes allemandes le 17 juin 1940, avec une résistance remarquée des soldats français, et des dégâts matériels. Peu après, en juillet 1940, la ligne de démarcation coupe le canton de Buxy en deux. La présence du camp d'observation aérienne de Montagny-les-Buxy est la cause de nombreux désagréments dans la population, avec comme exemple le massacre de résistants et de civils en juin 1944 au hameau voisin de Neuilly. La libération de Buxy, par des troupes oranaises et de l'empire (colonial), et non des soldats américains comme certains l'ont cru, se fait sans dommages.
1930 : fondation de la coopérative vinicole de Buxy, avec Henri Ozanon, maire de Romenay, pour président.
Création de l'appellation Montagny en 1936, dont la commune fait partie. En 1954, l'eau courante arrive à Buxy.
En 1993, la Société d'astronomie de Saône-et-Loire s'installe à son tour sur la colline de la Chaume, y construisant un observatoire. En 2018, Jean-Claude Merlin fait don à l'observatoire du télescope qu'il a construit en 1985 et initialement installé près du Creusot,.

### LeXXIesiècle
En 2002, la commune avec Montagny-lès-Buxy, Saint-Vallerin et Jully-lès-Buxy, accueille la Saint-Vincent Tournante pour l'appellation Montagny. Avec la canicule de 2003, les vendanges débutent pour certains domaines cette année-là à la mi-août, soit avec un mois d'avance, des vendanges très précoces qui ne s'étaient pas vues depuis 1422 et 1865 d'après les archives.
En mai 2018, la petite planète (375007) Buxy découverte par Jean-Claude Merlin est baptisée « Buxy ».

### L'hôpital Saint-Lazare-de-Jérusalem
On ignore à quelle date cet hôpital fut fondé à Buxy, mais l'abbé Courtépée le cite en 1454 comme léproserie. Il était situé sur l'actuelle place de Baranges. Il fut réuni à l'hôpital de Tournus vers 1696, moyennant deux lits pour les pauvres de Buxy. Cette réunion dura jusqu'en 1880, et en 1883, un hôpital fut construit à Buxy. C'est l'actuelle maison de retraite.

## Héraldique
| Blason de Buxy | Blason  | De sinople à la grappe de raisin d’or ; au chef du même chargé d’une branche de buis de sinople. |
| Blason de Buxy | Détails | Le statut officiel du blason reste à déterminer.                                                 |

## Politique et administration

### Tendances politiques et résultats
Buxy est une commune qui vote très légèrement à droite. Depuis 1997, la droite est arrivée en tête dans 10 élections et la gauche, dans 8 scrutins,,,,,,,,,,,,,,,,,.
Trois élections ont concerné deux personnes du village, avec André Gentien et Dominique Lanoiselet :
Cantonales 2008
Au premier tour à Buxy, pour le canton de Buxy, Dominique Lanoiselet (UMP), arrive en tête avec 49,20 %, suivi du socialiste Daniel Basset (38,18 %). Au deuxième tour, Dominique Lanoiselet l'emporte avec 55,65 %, contre 44,35 % au socialiste. Dominique Lanoiselet est élue sur le canton (51,45 %).
Cantonale 2001
Au premier tour, pour le canton de Buxy, André Gentien (RPR), le conseiller général sortant, l'emporte au premier tour dans la commune et dans le canton avec 51,08 %, suivi du socialiste Daniel Nicolas (20,09 %), de l'écologiste Marie-Claude Colin-Cordier (14,18 %).
Cantonale 1994
Au premier tour, pour le canton de Buxy, André Gentien (RPR), arrive en tête au premier tour dans la commune et dans le canton avec 31,19 %, suivi du conseiller général sortant (RPR) Jean Rigoulot (19,27 %), du socialiste Gérard Maitre (19,15 %), de Joël Juillet (droite) (16,66 %), de M. Chevalier (10,62 %) et de M. Clerget (3,11 %). André Gentien l'emporte au second tour.

### Administration municipale
Buxy dépend de l'arrondissement de Chalon-sur-Saône. Le conseil municipal est composé de 19 membres conformément à l'article L. 2121-2 du Code général des collectivités territoriales. À l'issue des élections municipales de mars 2020, Dominique Lanoiselet est réélue maire de Buxy.

### Listes des maires
| Période                                  | Période | Identité           | Étiquette | Qualité |
| ---------------------------------------- | ------- | ------------------ | --------- | ------- |
| 1386                                     |         | Guillaume Duchemin |           |         |
| Les données manquantes sont à compléter. |         |                    |           |         |

| Période                                  | Période                        | Identité             | Étiquette    | Qualité |
| ---------------------------------------- | ------------------------------ | -------------------- | ------------ | --- |
| 1864                                     | 1866                           | Charles Dariot       |              | Juge de paix Conseiller général du canton de Buxy (1855 → 1871)                                                                                                  |
| Les données manquantes sont à compléter. |                                |                      |              | |
| mars 1959                                | mars 1965                      | M. Violot            |              | |
| mars 1965                                | mars 1971                      | Marcel Legros        | RI           | Viticulteur Sénateur de Saône-et-Loire (1958 → 1971) Conseiller général du canton de Buxy (1951 → 1970) Ancien maire de Saint-Vallerin (1959 → 1965)             |
| mars 1971                                | mars 1989                      | Lucienne Claustre    | PS           | Institutrice |
| mars 1989                                | mars 2008                      | André Gentien        | RPR puis UMP | Chef d'entreprise Député de la 5e circonscription de Saône-et-Loire (1995 → 1997 puis 2002) Conseiller général du canton de Buxy (1994 → 2008)                   |
| mars 2008                                | En cours (au 19 novembre 2021) | Dominique Lanoiselet |              | Infirmière libérale Conseillère générale du canton de Buxy (2008 → 2015) Conseillère départementale du canton de Givry (2015 → ) Réélue pour le mandat 2020-2026 |
| Les données manquantes sont à compléter. |                                |                      |              | |

### Canton et intercommunalité
Jusqu'en 2015, cette commune était le chef-lieu du canton de Buxy, comptant 8 490 habitants en 2006, et dont Dominique Lanoiselet a été la dernière conseillère générale de 2008 à 2015. Depuis 2015, Buxy appartient au canton de Givry.
En ce qui concerne l'intercommunalité, le village fait partie de la communauté de communes du Sud de la Côte chalonnaise depuis 2000.

### Instances judiciaires et administratives
Dans le domaine judiciaire, la commune dépend aussi de la commune de Chalon-sur-Saône, qui possède un tribunal d'instance, un tribunal de grande instance, un tribunal de commerce et un conseil des prud'hommes. Pour le deuxième degré de juridiction, elle dépend de la cour d'appel et la cour administrative d'appel de Dijon.

### Jumelages
Buxy est jumelée avec Schacht-Audorf (Allemagne).

## Population et société

### Démographie

#### Évolution démographie
L'évolution du nombre d'habitants est connue à travers les recensements de la population effectués dans la commune depuis 1793. Pour les communes de moins de 10 000 habitants, une enquête de recensement portant sur toute la population est réalisée tous les cinq ans, les populations de référence des années intermédiaires étant quant à elles estimées par interpolation ou extrapolation. Pour la commune, le premier recensement exhaustif entrant dans le cadre du nouveau dispositif a été réalisé en 2006.

En 2022, la commune comptait 2 155 habitants, en évolution de +4,31 % par rapport à 2016 (Saône-et-Loire : −1,06 %, France hors Mayotte : +2,11 %).
| 1793  | 1800  | 1806  | 1821  | 1831  | 1836  | 1841  | 1846  | 1851  |
| ----- | ----- | ----- | ----- | ----- | ----- | ----- | ----- | ----- |
| 1 600 | 1 602 | 1 706 | 1 683 | 1 741 | 1 958 | 1 995 | 1 922 | 1 896 |

| 1856  | 1861  | 1866  | 1872  | 1876  | 1881  | 1886  | 1891  | 1896  |
| ----- | ----- | ----- | ----- | ----- | ----- | ----- | ----- | ----- |
| 1 905 | 2 030 | 2 153 | 2 063 | 2 052 | 2 052 | 2 012 | 1 982 | 2 013 |

| 1901  | 1906  | 1911  | 1921  | 1926  | 1931  | 1936  | 1946  | 1954  |
| ----- | ----- | ----- | ----- | ----- | ----- | ----- | ----- | ----- |
| 1 989 | 1 871 | 1 865 | 1 611 | 1 550 | 1 593 | 1 508 | 1 400 | 1 368 |

| 1962  | 1968  | 1975  | 1982  | 1990  | 1999  | 2006  | 2011  | 2016  |
| ----- | ----- | ----- | ----- | ----- | ----- | ----- | ----- | ----- |
| 1 650 | 1 685 | 1 670 | 1 796 | 1 998 | 2 098 | 2 164 | 2 184 | 2 066 |

| 2021  | 2022  | - | - | - | - | - | - | - |
| ----- | ----- | - | - | - | - | - | - | - |
| 2 151 | 2 155 | - | - | - | - | - | - | - |

### Enseignement
- Une école maternelle
- Deux établissements primaires (l'école primaire de Marouge et l'école privée Sainte-Marthe)
- Un collège La Varandaine
- Un établissement spécialisé, institut médico-éducatif pour jeunes en situation de handicap et retard scolaire

### Santé
Il y a huit médecins généralistes, un médecin généraliste à orientation homéopathie, trois kinésithérapeutes, deux infirmières, dentistes et pharmacies sur la commune. Il y a également une maison de retraite (EHPAD du Champ Fleury). L'hôpital le plus proche se situe à Chalon-sur-Saône.

### Sports
Une société de gymnastique nommé L'Avenir Gym est créée en 1904. Un club de rugby à XV nommé le RC Buxy, qui évolue en Fédérale 3 pour la saison 2017-2018. Un club de football nommé US Buxy évoluant en 2011-2012, en 1er division de district du pays saônois pour l'équipe première. Un club de basket-ball nommé Club Basket Buxynois crée en 2000 et avec 90% d'équipes féminines.
Il y a aussi des clubs de volley-ball (Buxy Volley Team), judo (Judo Club), badminton (Badminton Loisir), tennis (Tennis Club Buxy) et cyclisme (Amicale Cycle de Buxy).
Ainsi que deux terrains en herbe, un pour le rugby et un pour le football ; un gymnase.
La 6e étape du Tour de France 2007, entre Semur-en-Auxois et Bourg-en-Bresse, passe par Buxy.

### Cultes
Buxy est le siège d'une paroisse catholique, la Paroisse Saint-Vincent-des-Buis (paroisse regroupant plusieurs communes : Bissey-sous-Cruchaud, Buxy, Cersot, Granges, Jambles, Jully-lès-Buxy, Marcilly-lès-Buxy, Messey-sur-Grosne, Montagny-lès-Buxy, Moroges, Rosey, Saint-Désert, Saint-Germain-lès-Buxy, Sainte-Hélène, Saint-Vallerin, Sassangy et Villeneuve-en-Montagne).

### Écologie et recyclage

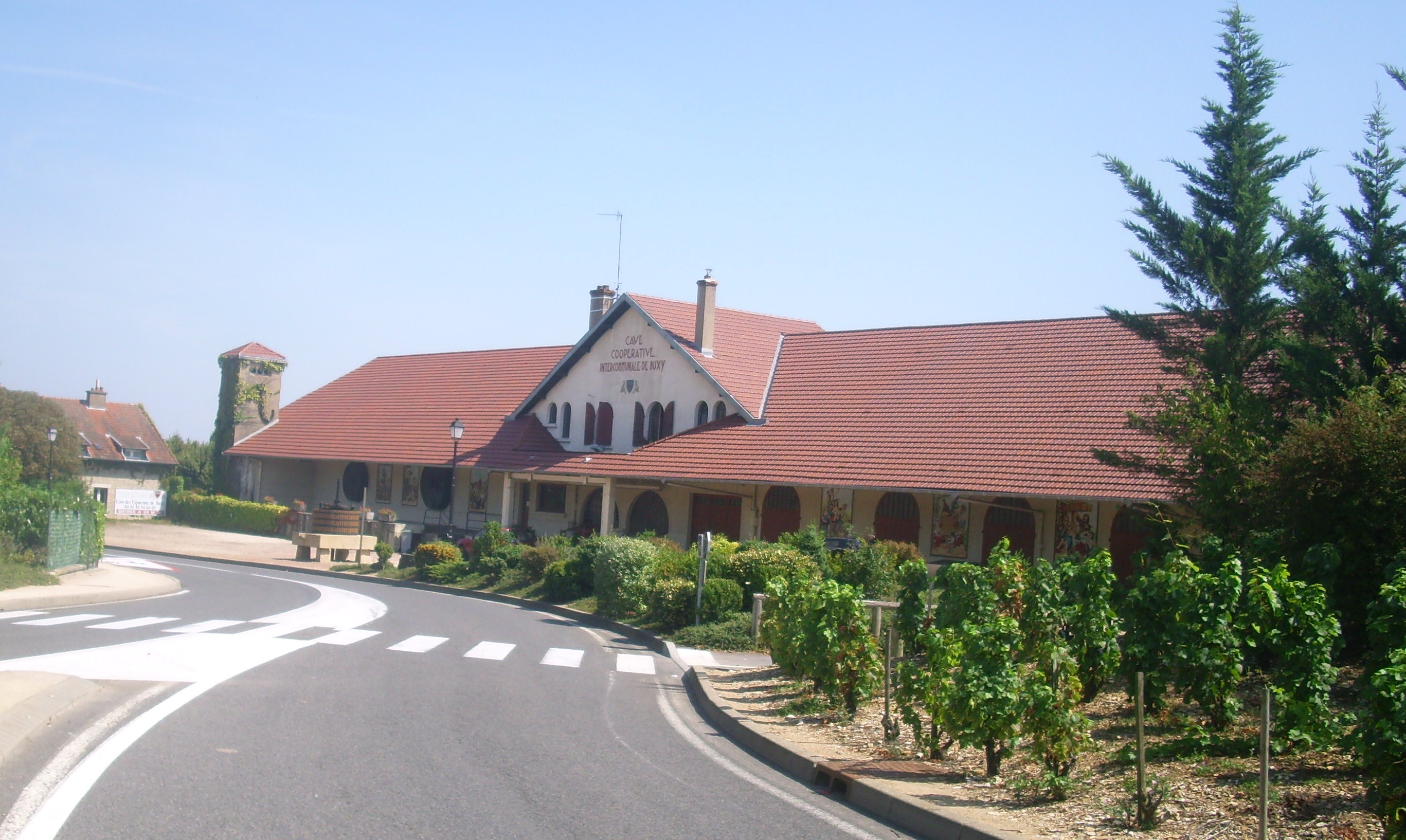
Cave coopérative de Buxy.

Les vignobles de la côte chalonnaise.

### Sécurité
Il y a une gendarmerie.

## Économie
Une des parts importante de l’économie du village, est représentée par la viticulture. L'agriculture est aussi représentée avec deux agriculteurs. Il y a également une activité sur une carrière de pierre.
Buxy compte un supermarché, deux supérettes et restaurants, un kebab, quatre bars, un salon de thé, un hôtel-restaurant, cinq chambres d'hôtes, trois gîtes, deux bureaux de tabac, trois salons de coiffure, quatre artisans, trois garagistes, une jardinerie, quincaillerie…  

### Vignoble
Village viticole rentrant dans l’AOC Montagny.
La commune compte deux domaines viticoles, mais s'y trouve surtout une importante cave coopérative regroupant quelque 120 vignerons, appelée cave coopérative de Buxy ou cave des vignerons de Buxy. Celle-ci a été fondée en 1931 et a fusionné en 1970 avec celle de Saint-Gengoux-le-National.

## Culture locale et patrimoine

### Lieux et monuments

#### Classés ou inscrits aux monuments historiques

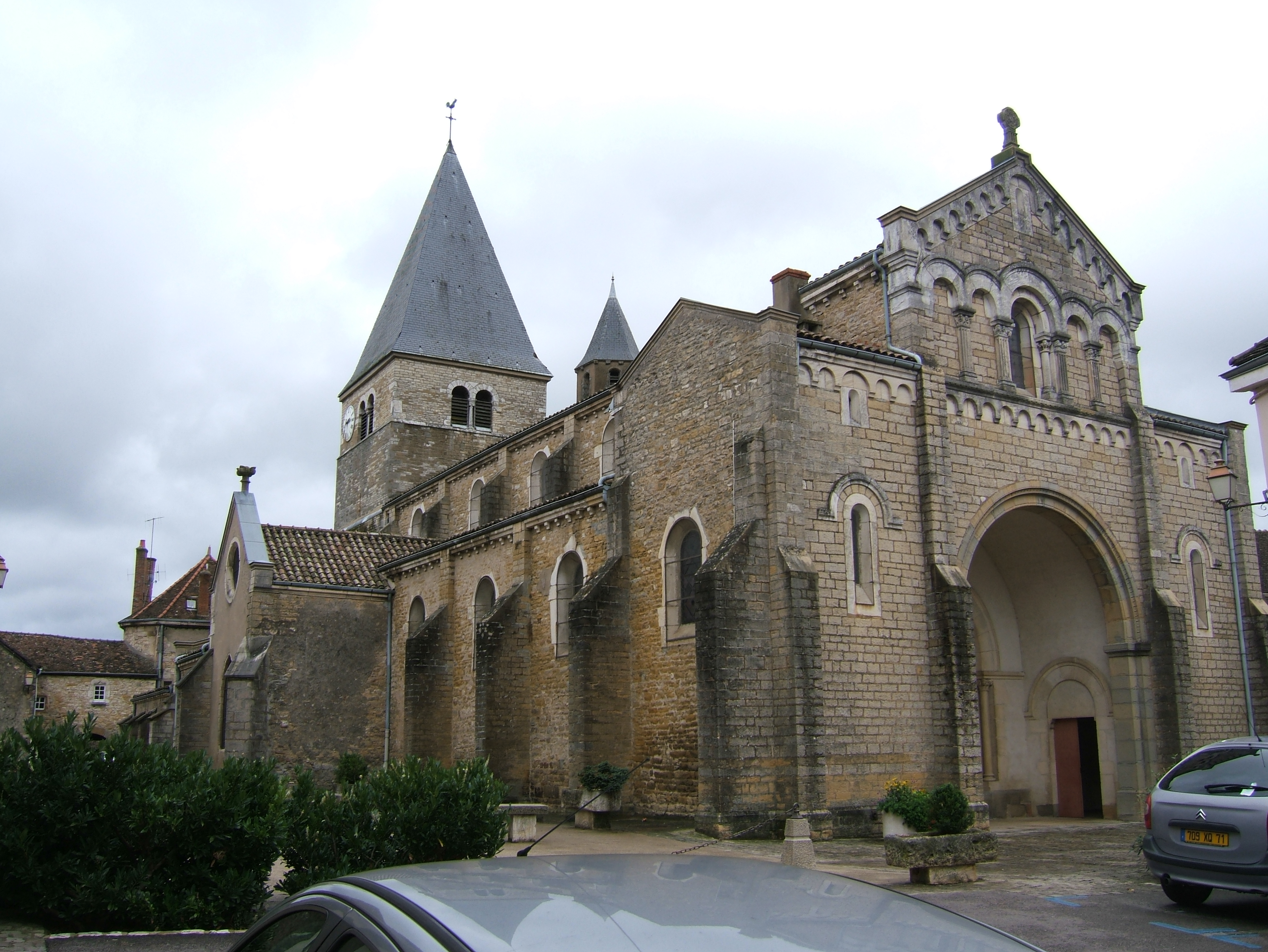
Église.

- Église Saint-Germain

#### Autres lieux et monuments
- Le Châtel de Buxy (ou vieux Buxy) prit forme entre le XIIe et le XVIe siècle. Entouré de murs flanqués de six tours, il contenait une quarantaine de maisons. Il y avait un temple protestant, plusieurs moulins, deux huileries, une blanchisserie, une magnanerie.
- Châteaux de Cary Potet, les Raveaux, le Cray, et de la tour Bandin (aujourd'hui sur le territoire communal de Montagny-lès-Buxy).
- Anciennes tours d'enceinte, dont la tour du Roi et la tour Rouge, qui abrite un caveau et restaurant gastronomique.
- Vestiges des anciennes fortifications.
- Ruines de l'ancien château fort des Damas (tour de Tenarre).
- Tours escalier : tour Perrault (1531), tour Perrussot (vers 1550), tour Saccazand.
- Anciennes maisons de vignerons.
- Lavoir et source de Barranges.
- Une maison de retraite récemment construite, près de la voie verte.
- Musée du vigneron, dans une cave voûtée.
- Office du tourisme.
- Siège social de la société Networkvb, fondée par Vincent Barberot.
- Une bibliothèque municipale gratuite pour tous, offrant de nombreuses animations.
- Un mémorial commémoratif des douze compagnons de la Libération originaires de Saône-et-Loire, monument en pierre de Buxy inauguré le 16 octobre 2021[87].

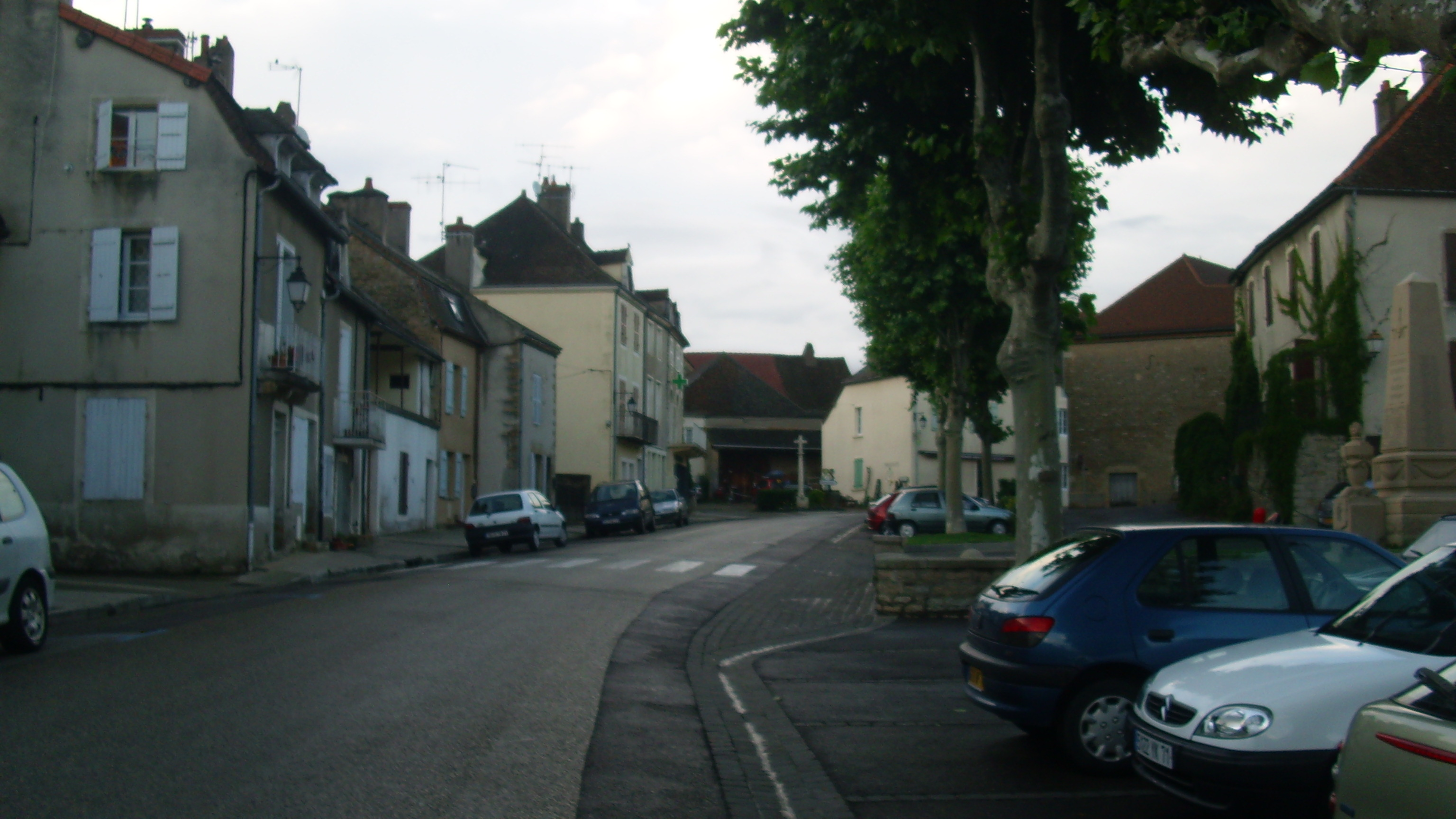
Une des rues principales du centre du village.
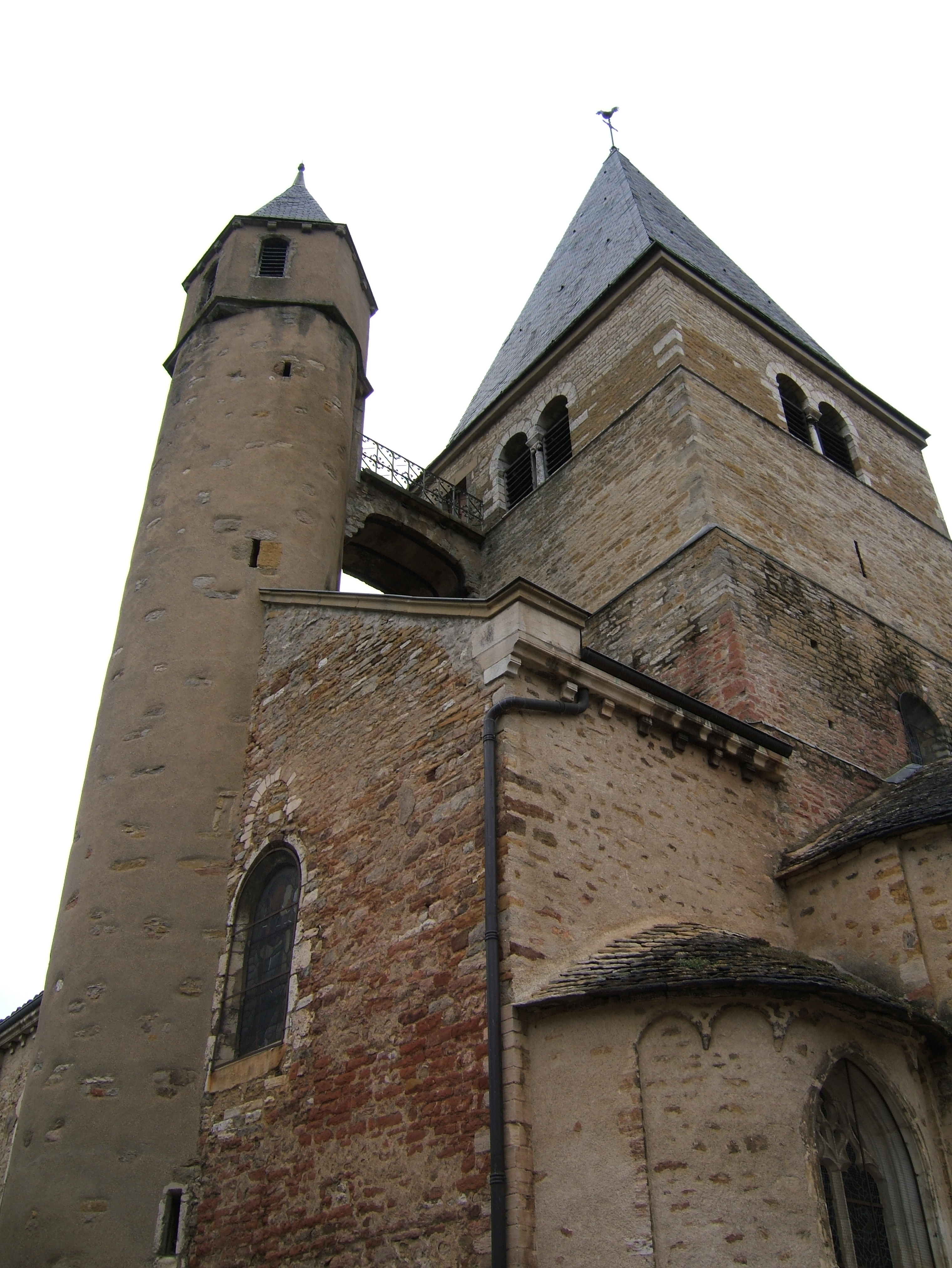
L'église et ses tours.
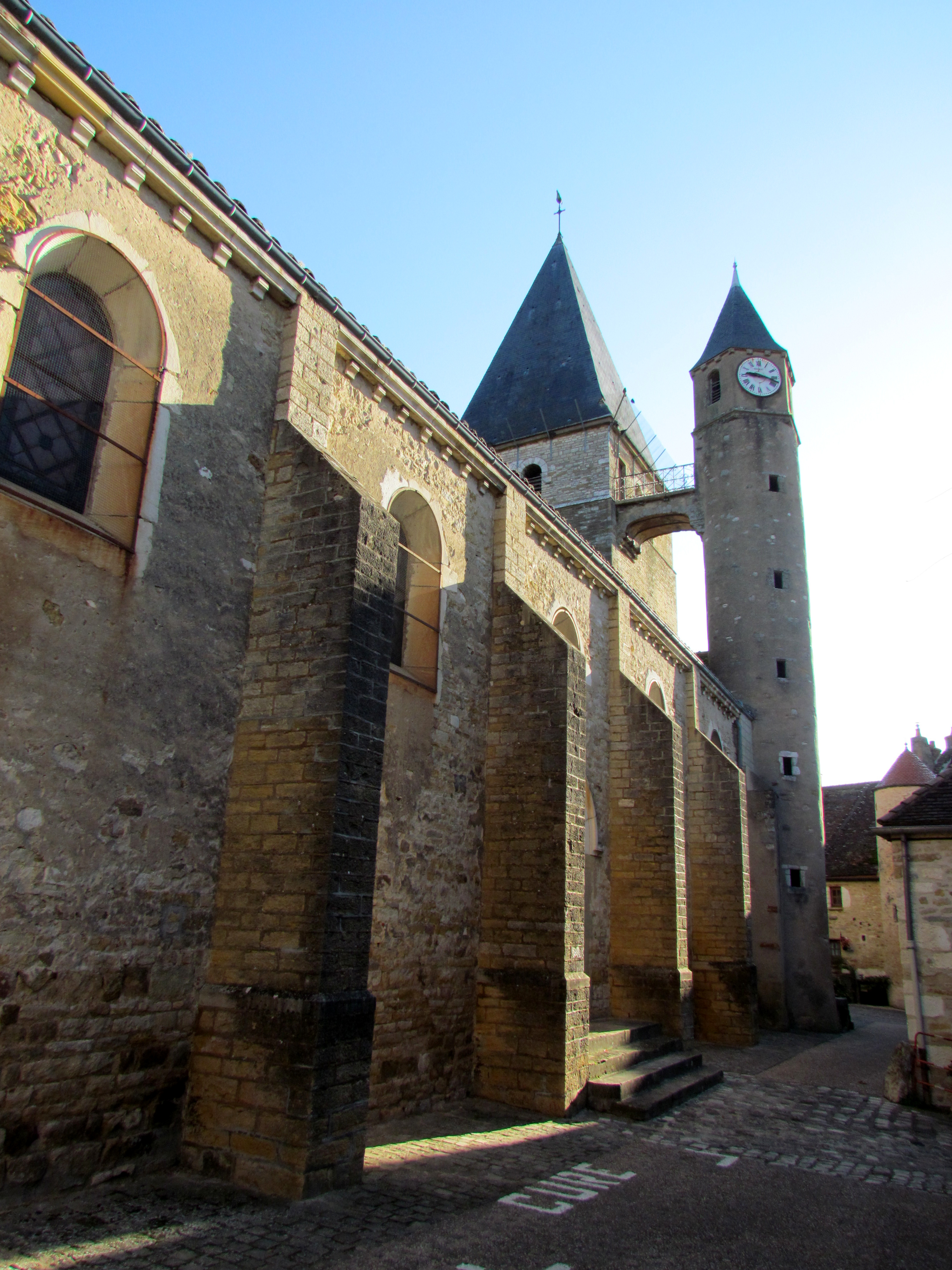
Clocher et Tour de l'Horloge de l'église.
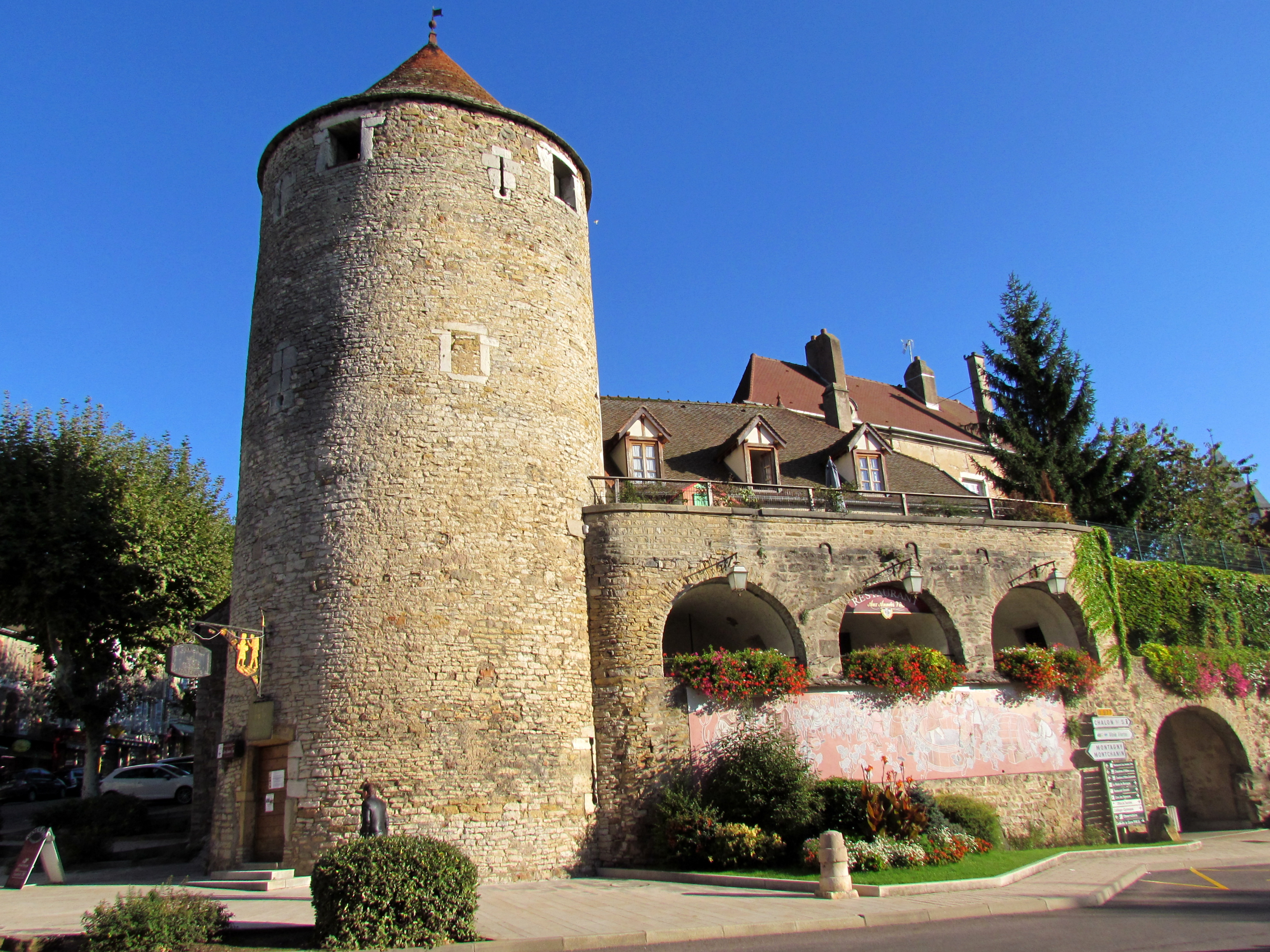
La Tour Rouge.
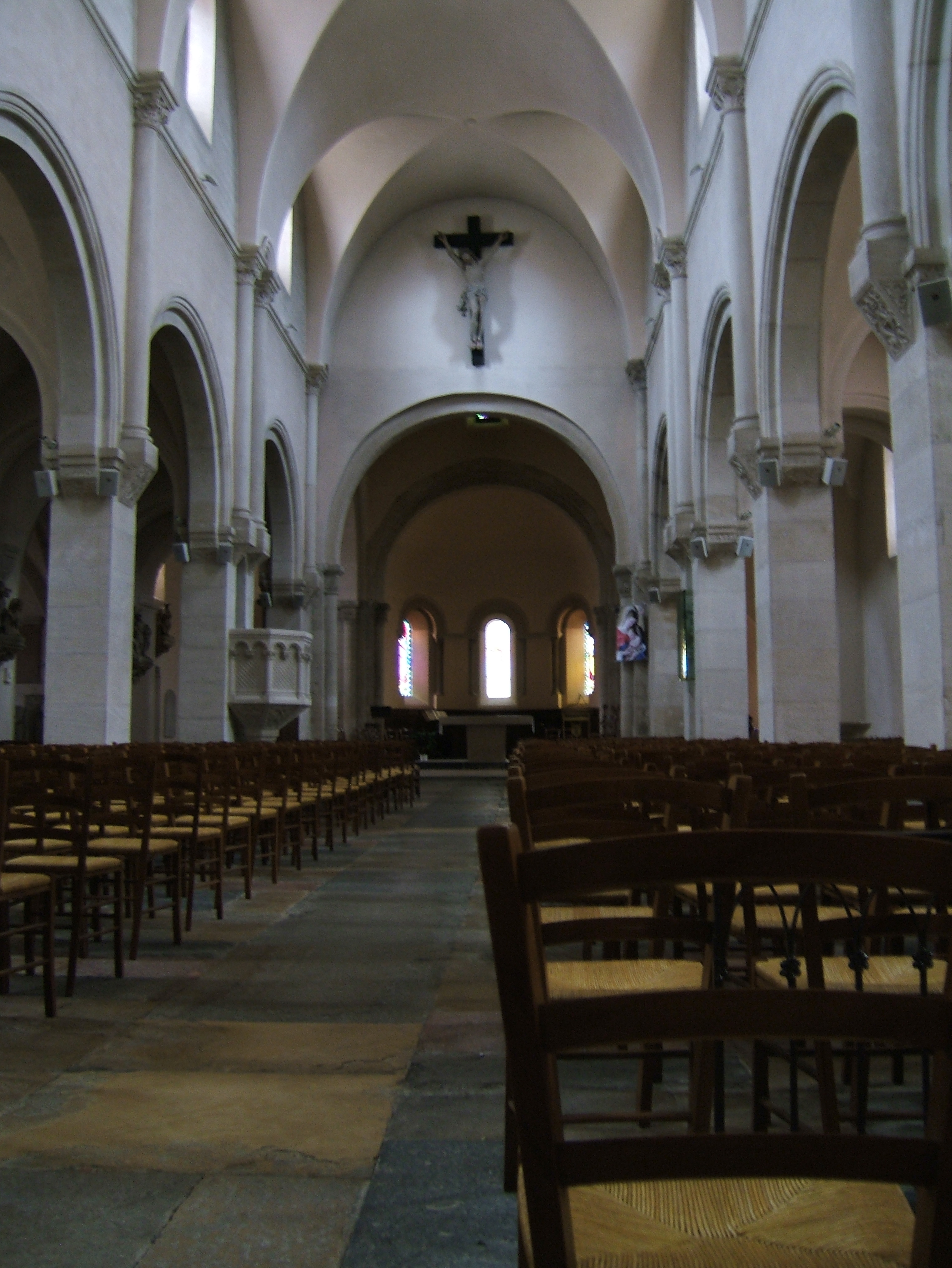
Intérieur de l'église.
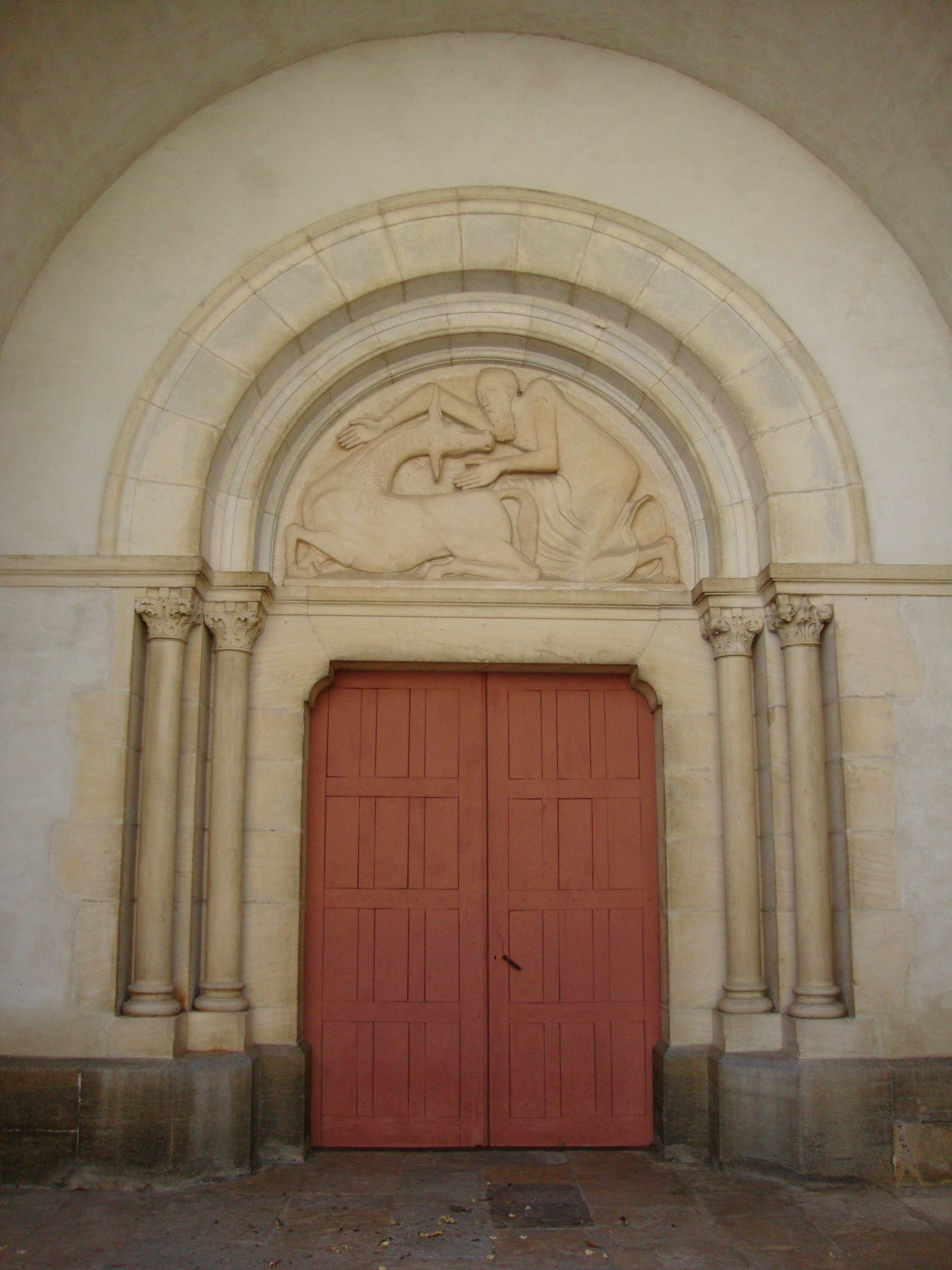
Portail de l'église.
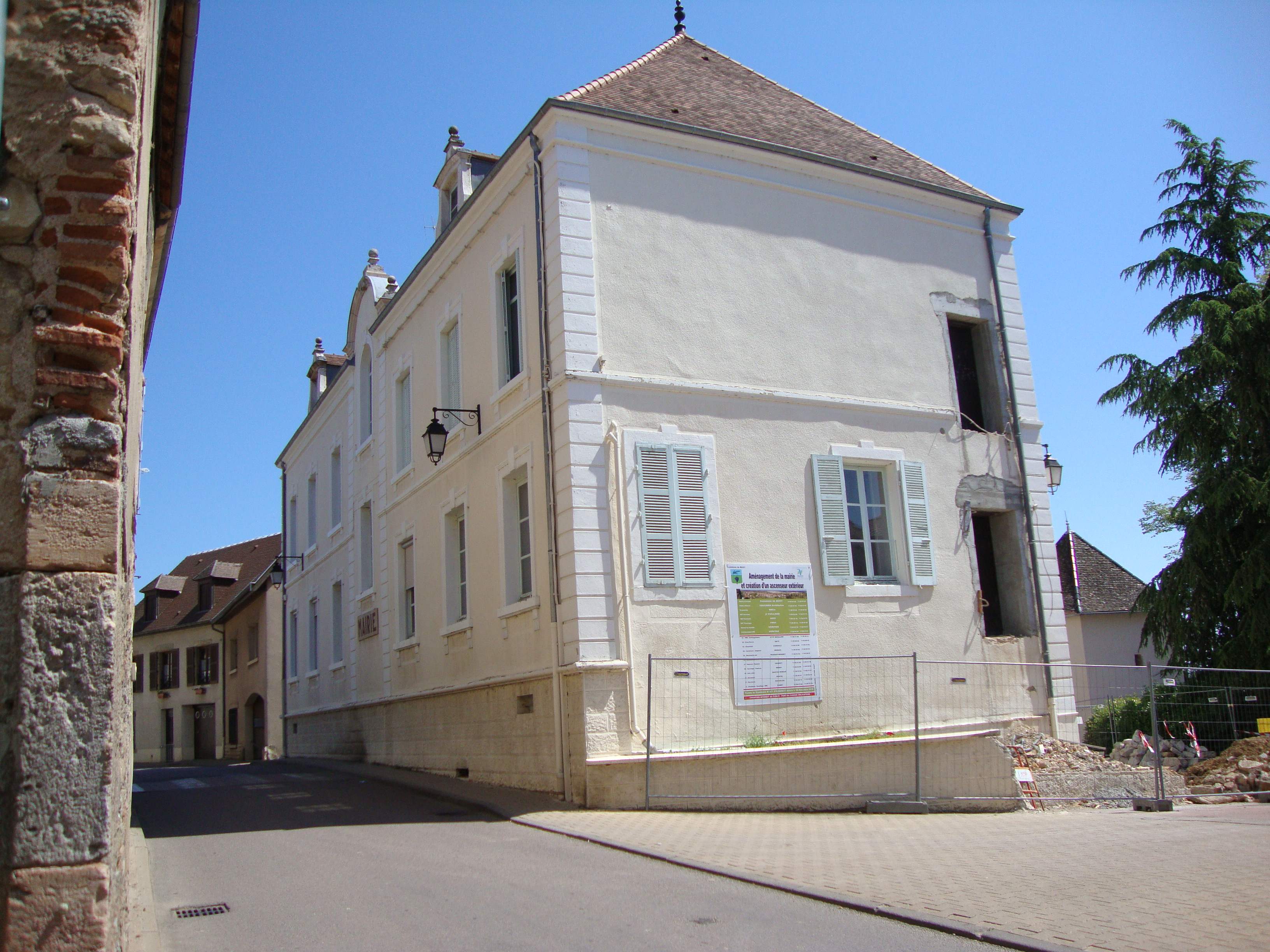
Mairie (en restauration, juin 2010).
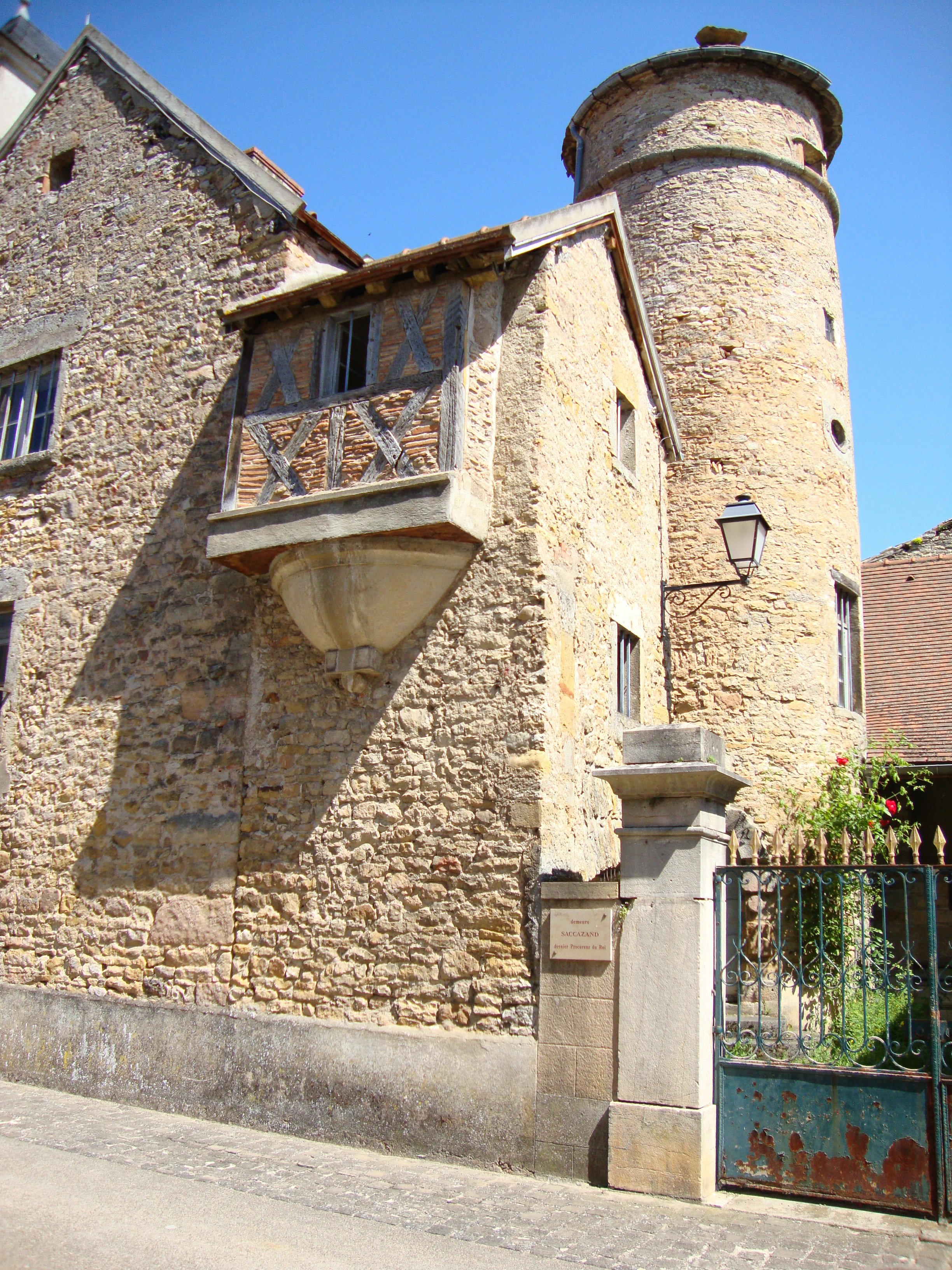
Demeure Saccazand, dernier procureur du roi.
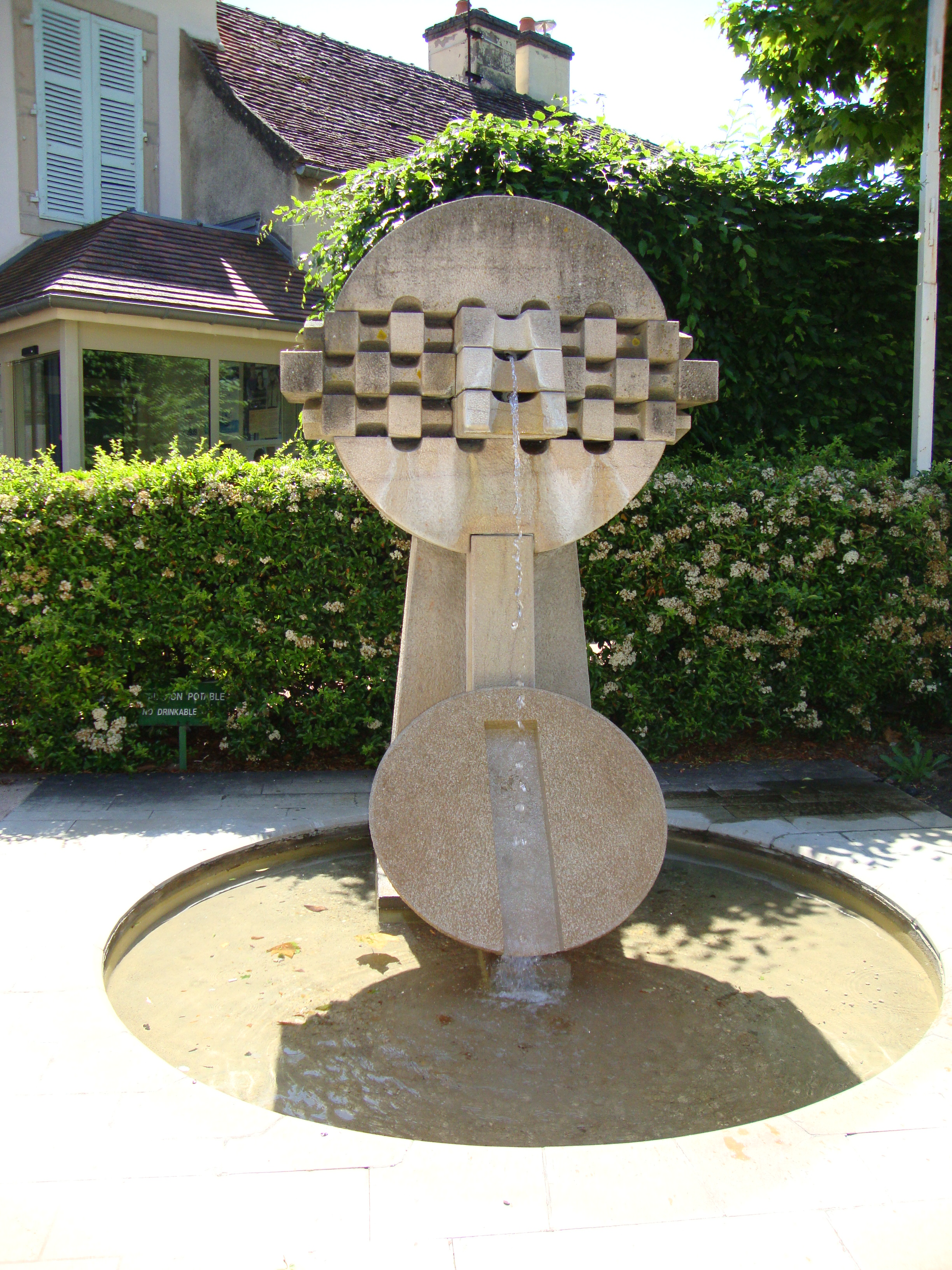
Fontaine.
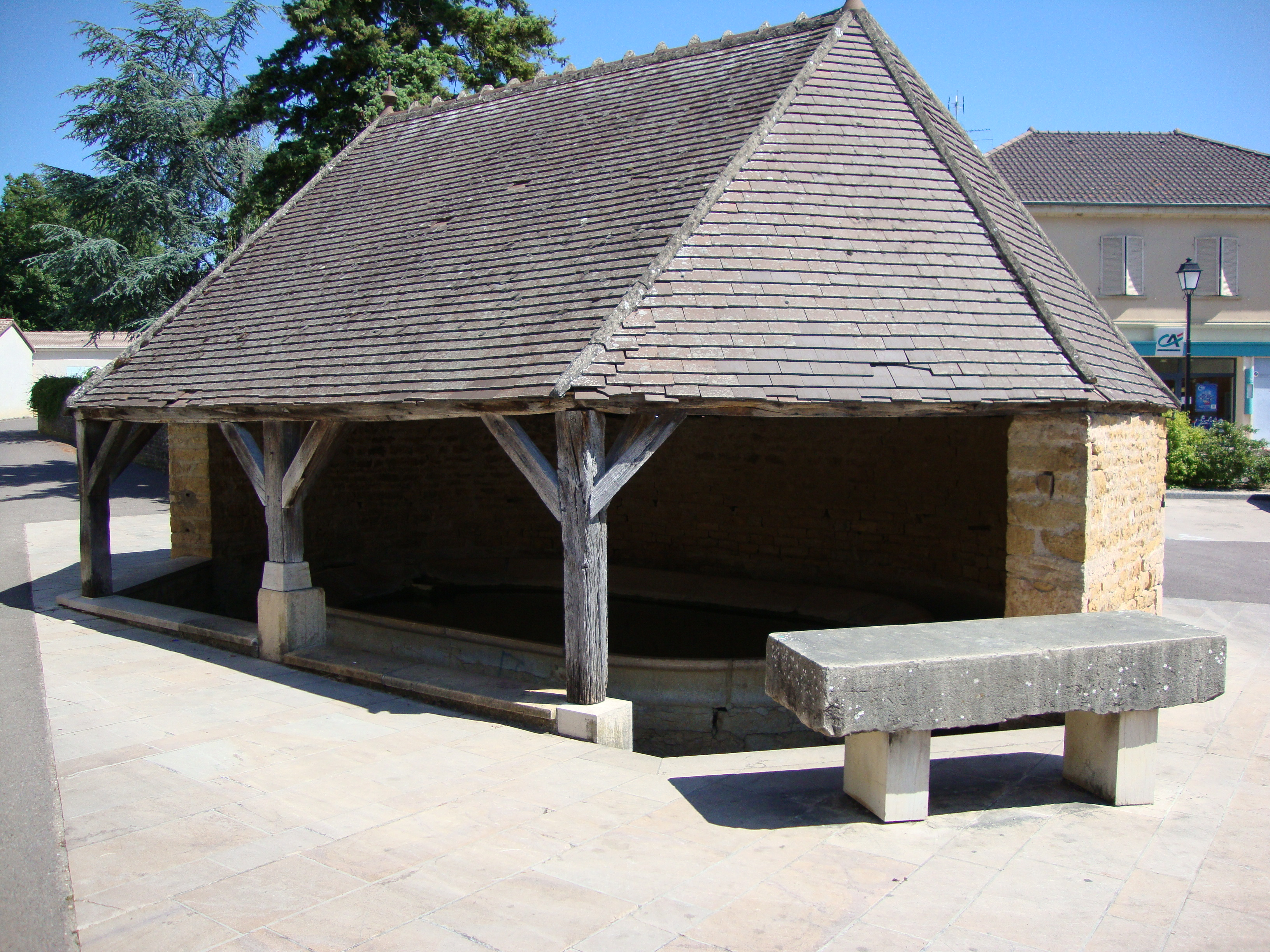
Lavoir.

### Patrimoine local
En loisirs et culture, peuvent être citées les associations comme le « Comité des Fêtes », le « Groupe Folklorique », la « Société d'Histoire », la « Bibliothèque », l'« Ensemble Vocal de Buxy », « Buxy en Y» …
Créée en 1963, la Société d’histoire de Buxy, régie par la loi du 1er juillet 1901 sur les associations, s'est fixé comme objectif de mieux faire connaître l'histoire de Buxy et de ses environs au travers de différentes manifestations et activités : visites commentées du bourg, participation aux Journées européennes du patrimoine, visites hebdomadaires en juillet et août (le vendredi) pour des personnes ayant préalablement réservé à l'office de tourisme de Buxy, expositions, publications d'ouvrages et de fascicules, etc.

### Espaces verts
La commune est une ville fleurie récompensée d’une fleur.

### Personnalités liées à la commune
- Claude-François Perret (Samoëns, 1747 - Paris, 1823), entrepreneur, qui acquit le château du Cray.
- Charles-Claude Meuziau (Buxy, 1771 - Strasbourg, 1834) : général et baron d'Empire en 1810, baron héréditaire en 1817.
- Paul Grenier (1914-1945), résistant, Compagnon de la Libération a son nom sur le mémorial commémoratif des douze compagnons de la Libération originaires de Saône-et-Loire inauguré le 16 octobre 2021 sur la commune[91].
- Ivan Avoscan (1928-2012), sculpteur, auteur.
- Robert Rigot (1929-2023), sculpteur, membre de l'Institut de France, premier prix de Rome en 1954, auteur du tympan de l'église[92].
- Bernard Desbrière (1935-), ancien adjoint au maire, ancien conseiller général du canton de Buxy, ancien sénateur de Saône-et-Loire.
- André Gentien (1938-2018), ancien maire et conseiller général du canton de Buxy, également ancien député de la circonscription de Chalon (en remplacement de Dominique Perben, ministre à cette époque).
- Louis, dit Loys, Roux (1882-1970), photographe pendant la Première Guerre mondiale.

## Pour approfondir